# 43ª Divisione autonoma "Sergio de Vitis"
La 43ª Divisione autonoma "Sergio De Vitis" è stata una formazione partigiana che ha operato fra l'autunno del 1944 e la primavera del 1945 in Piemonte, nel territorio compreso fra la Val Chisone e la Valle di Susa, e in particolare nella Val Sangone, e ha partecipato alla liberazione di Torino.

## Storia
Nel settembre 1944 fra le varie bande partigiane nella Val Sangone si stabilì un Comando di Zona che il mese dopo assunse la denominazione di 43ª Divisione autonoma "Sergio De Vitis", mentre le bande si trasformarono in Brigate. La denominazione "Autonoma" è dovuta al fatto che la Divisione non faceva parte né delle Brigate Giustizia e Libertà né delle Brigate Garibaldi, pur mantenendo attivi collegamenti operativi con esse; in particolare vi furono continui rapporti con la brigata garibaldina "Carlo Carli" operante proprio in Val Sangone, e più tardi (marzo 1945) una brigata della 43ª Divisione aderì a Giustizia e Libertà. La Divisione assunse il nome del partigiano Sergio De Vitis, caduto in combattimento il 26 giugno 1944 e poi insignito della medaglia d'oro al valor militare. Il comando della nuova formazione fu affidato a Giulio Nicoletta, precedentemente a capo della banda Nicoletta insieme al fratello Franco.
Dopo il proclama Alexander del 13 novembre 1944 che invitava i partigiani italiani a cessare ogni operazione, una parte dei partigiani scese in pianura, ma molti preferirono restare in montagna, attrezzandosi per l'inverno, per continuare l'attività contro i nazifascisti. I tedeschi il 26 novembre iniziarono un vasto e durissimo rastrellamento, accompagnato da saccheggi e vittime civili, istituendo presidi permanenti nella valle. In montagna restarono così pochi partigiani (a metà gennaio si stimano soltanto 250 partigiani nella vallata, fra autonomi e garibaldini) ma quelli che scesero in pianura continuarono attivamente la lotta, sebbene in condizioni diverse. 

A marzo 1945 le forze della Divisione ammontavano a un migliaio di uomini, di cui due terzi attivi in pianura. I tedeschi cominciarono ad abbandonare i presidi in valle e i partigiani vi assunsero di nuovo il controllo della situazione, controllo che via via si spostò anche verso le località in pianura. A metà aprile le forze erano sufficienti per contribuire all'insurrezione generale e il 27 aprile gli uomini della 43ª Divisione entrarono combattendo in Torino. 

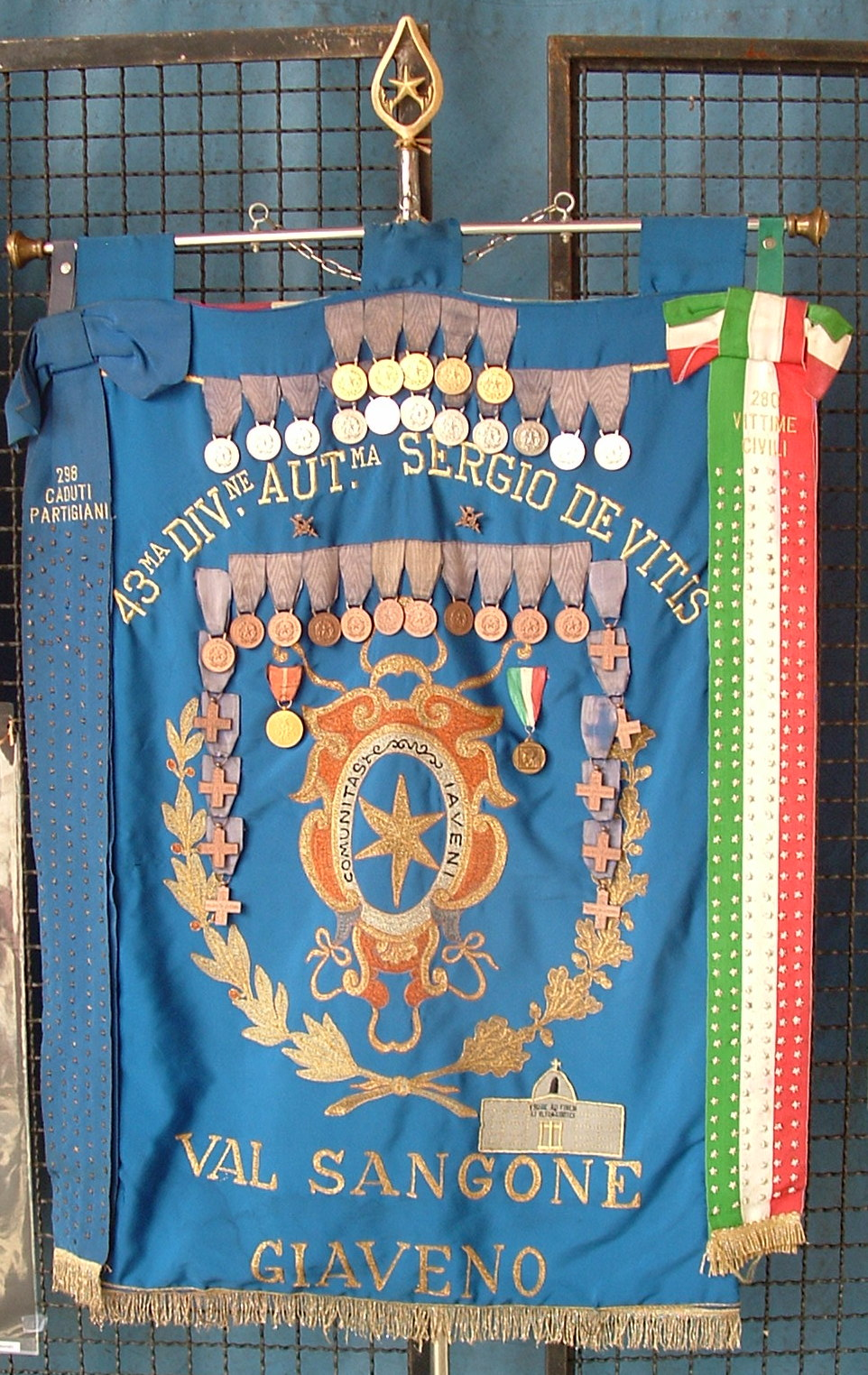
Il medagliere della Divisione

Molti caduti in combattimento o per rappresaglie sono sepolti nell'Ossario di Forno di Coazze; altri, insieme ad alcuni deceduti in seguito, nel sacrario partigiano del cimitero di Giaveno. Fra i martiri delle ultime ore di lotta il comandante di brigata Miotero Geninetti, fucilato il 25 aprile a Mattie.